# 구 밀양역파출소
(구) 밀양역 파출소는 경상남도 밀양시 가곡동 (구)밀양역 앞에 있는 옛 파출소 건물이다. 2005년 9월 14일 등록문화재 205호로 지정되었다.

## 개요
이 건물은 1920년경에 지은 것으로 추정되며 (구)밀양역사(현재는 가곡동 삼거리의 대한통운 밀양지점자리) 앞에 위치한 파출소 건물이다. 현재 대한통운 밀양지점의 김석태씨께서 소유하고 있으며 해당 건물의 면적은 21.64m2다.
이 건물은 일제 강점기때 한국인 억압이 행해졌던 곳이며, 1980년대에는 부산항운노동조합 사무실로 사용되었다.
건물은 장방형의 평면에 중앙출입구 위에는 박공형 캐노피를 설치하여 정면성을 강조하였고, 내부 공간은 단일 홀 형식으로 단순하게 구성되어있다. 내외부 벽체, 내부바닥, 지붕 등 근대 건축 초기의 일반적인 재료와 기법을 보여주고 있다.

## 사진

정면
측면
근경과 밀양역 광장
왼편
오른편
박공의 하단
오른편 하단
오른편 측면, 박공과 캐노피
정면 캐노피
박공과 창문과 캐노피
캐노피 왼편
캐노피 오른편
캐노피 하단

## 참고자료
- (구)밀양역 파출소 안내 표지판(또는 문화재청)